# Чистопольский район
Чистопольский район (тат. Чистай районы) — административно-территориальная единица и муниципальное образование (муниципальный район) в составе Республики Татарстан Российской Федерации. Расположен в центральной равнинной части Татарстана, на левом берегу реки Камы. Административный центр — Чистополь.
Упоминания первых поселений на территории современного Чистопольского района относят к X веку. Здесь же был расположен древний город Джукетау. Район известен ещё тем, что в годы Великой Отечественной войны сюда эвакуировали Союз писателей СССР, поэтому несколько лет в Чистополе жили Борис Пастернак, Леонид Леонов, Александр Фадеев и другие известные советские авторы.
В Чистопольском районе развито сельское хозяйство. В 2017-м административный центр получил статус ТОСЭР.

## География

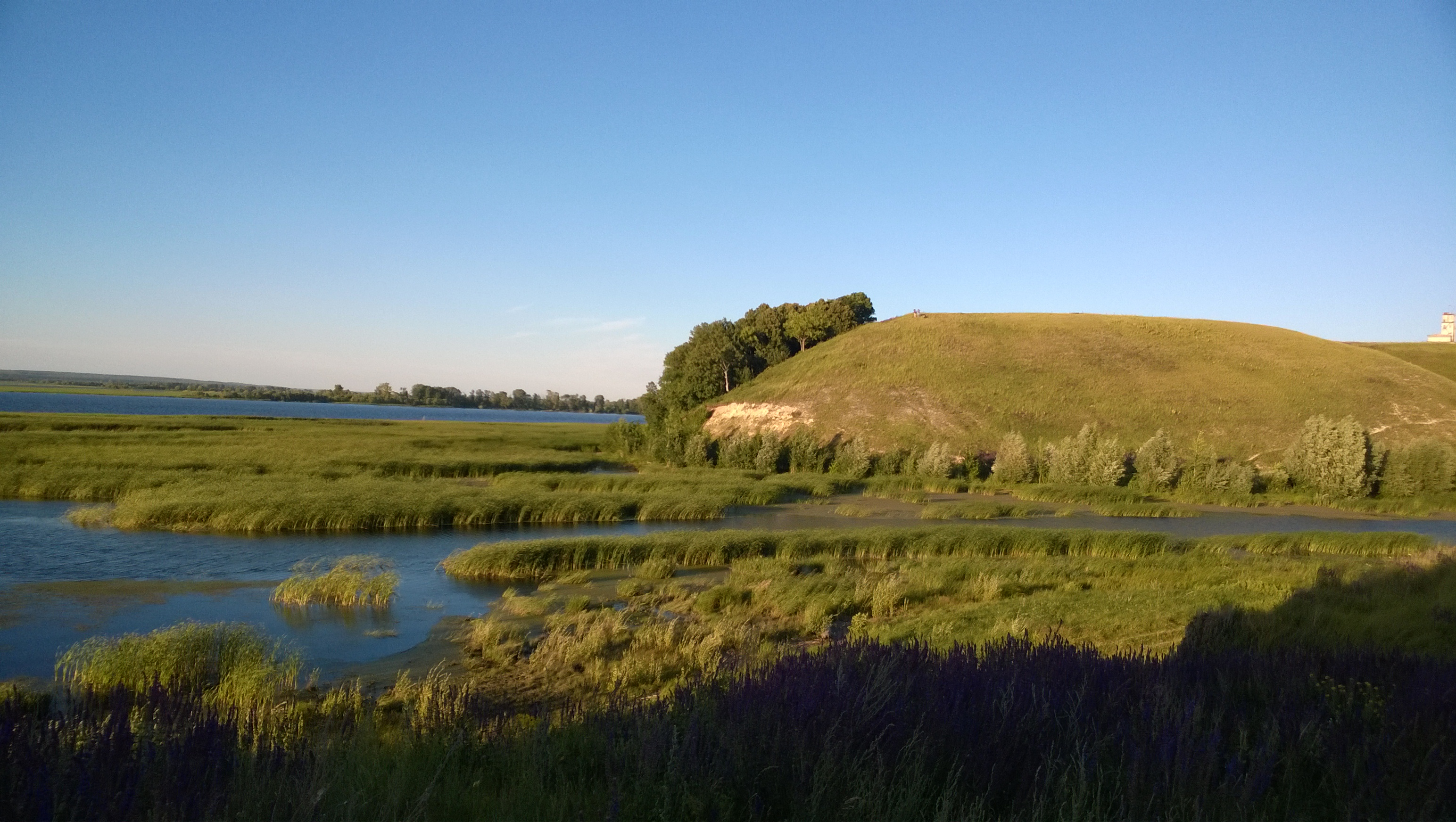
Крутая гора

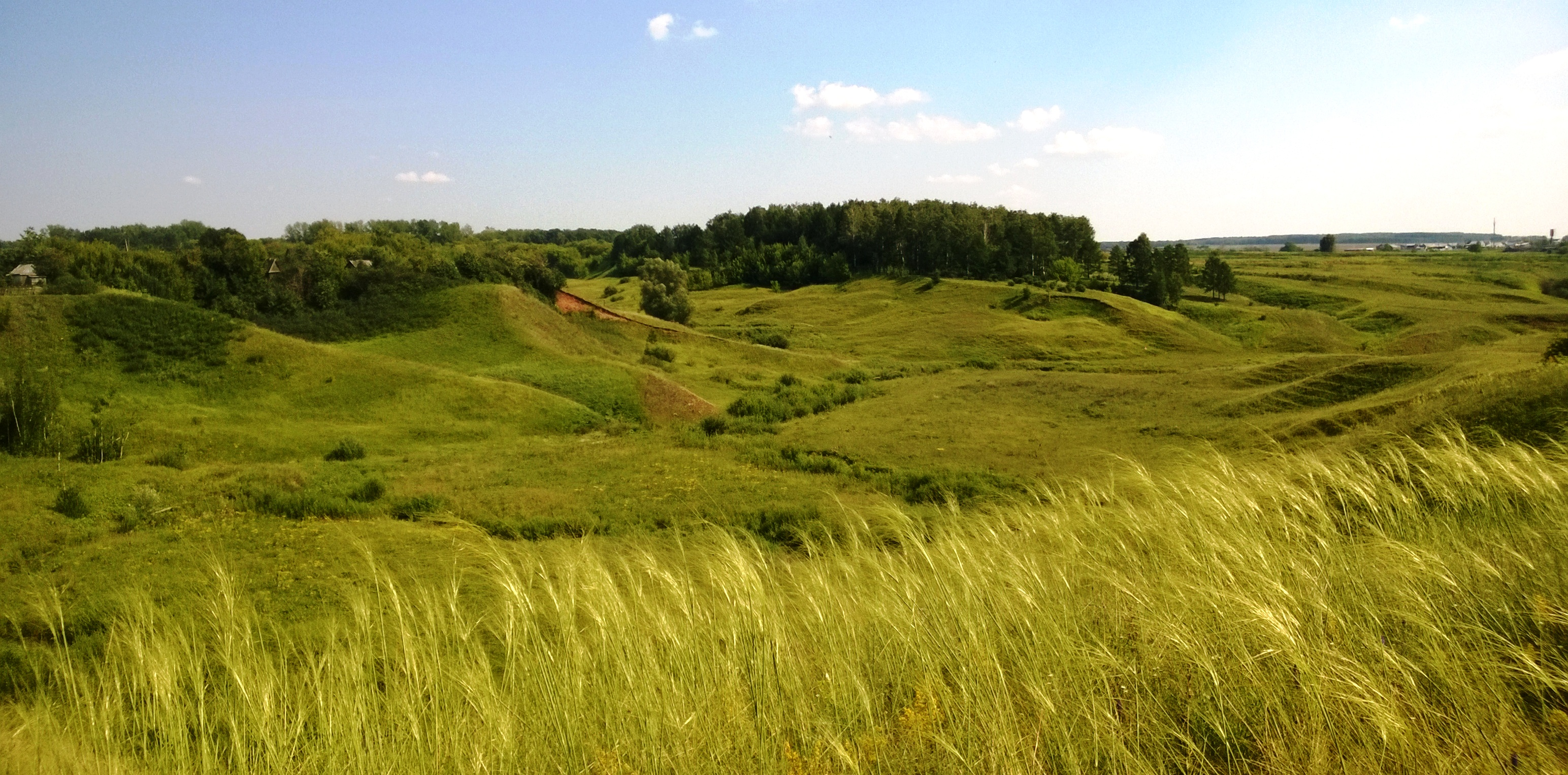
Дорога в Змиево

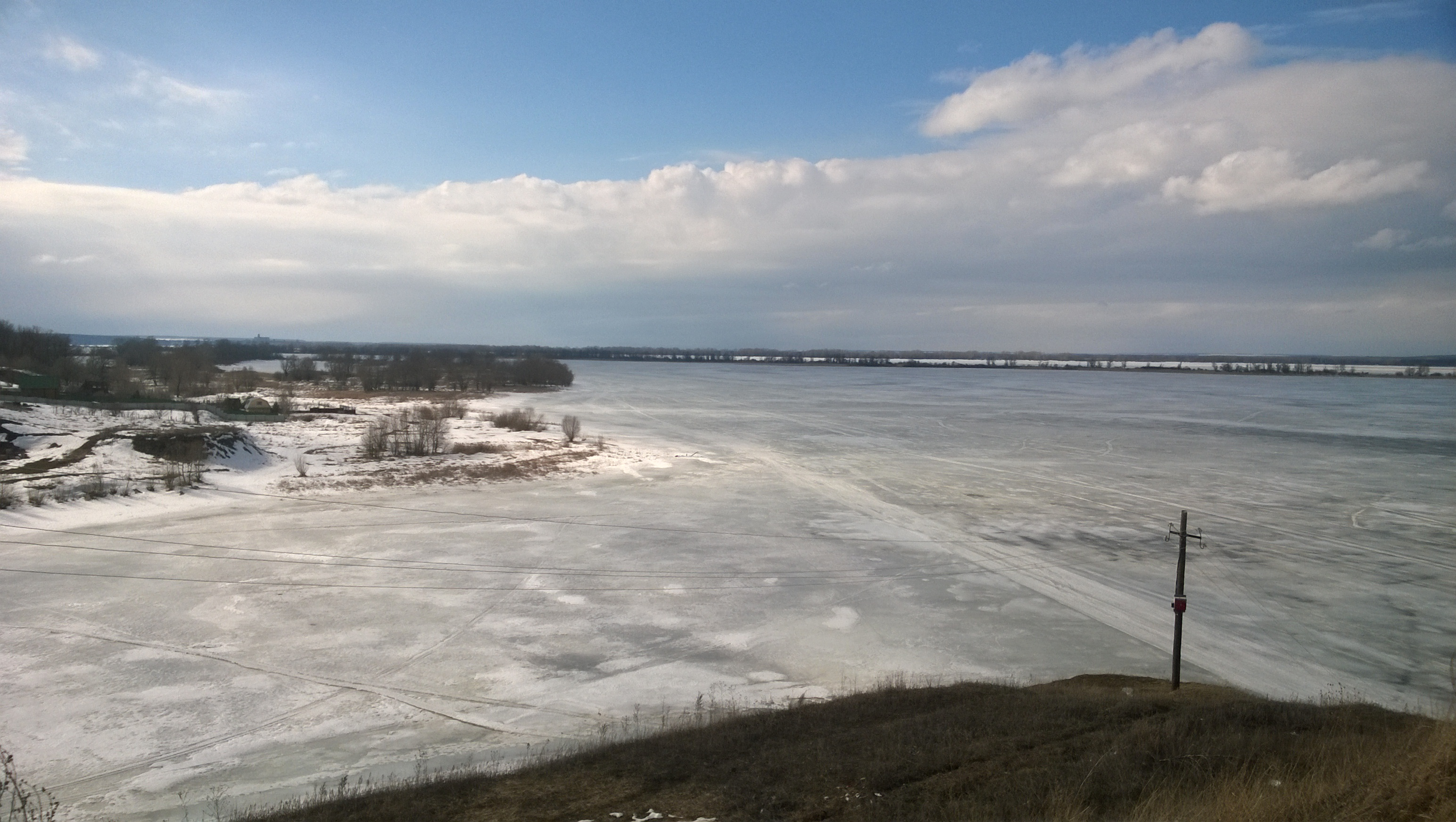
Устье малых рек

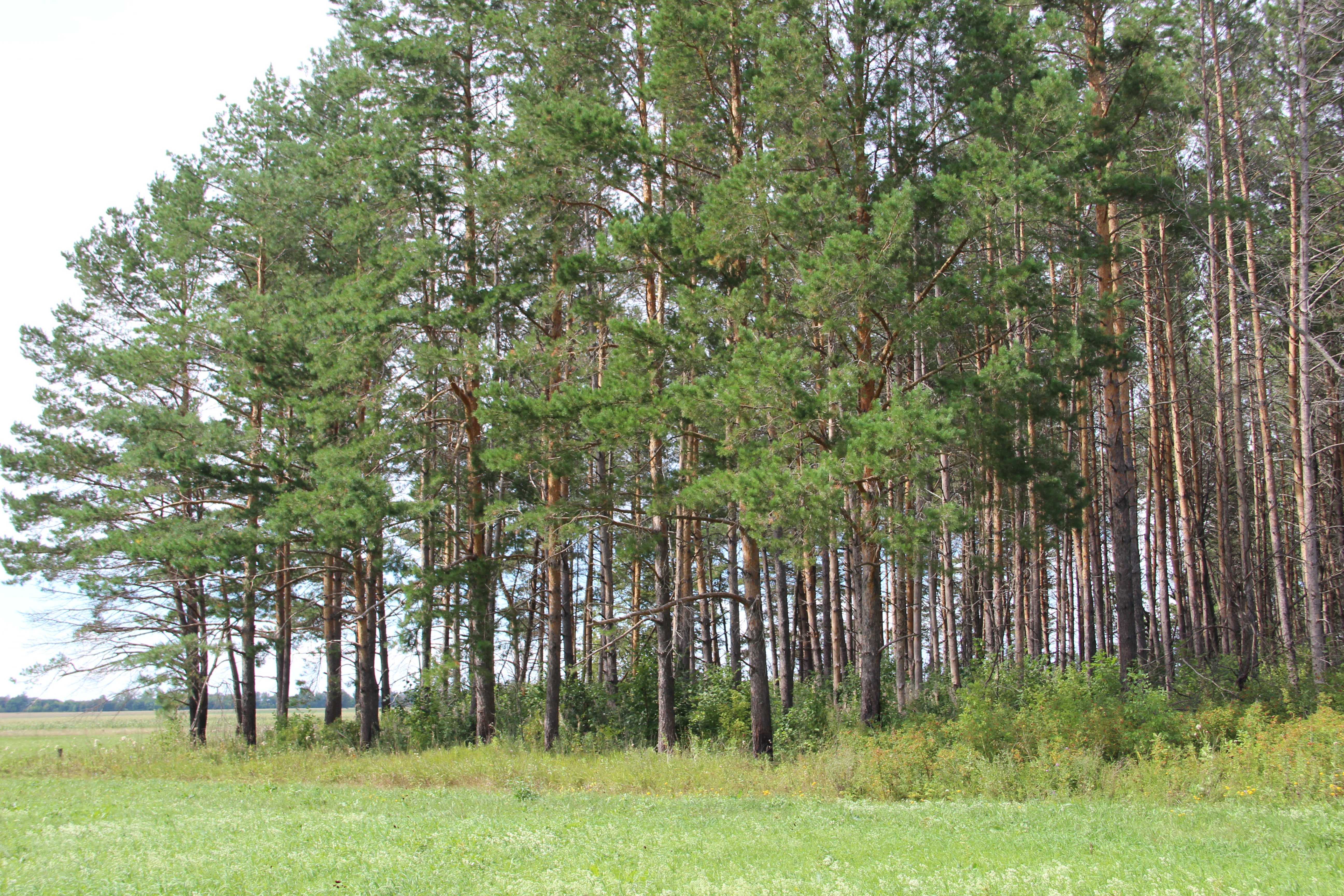
Новодеревенский лес

Чистопольский район расположен в Западном Закамье, в центральной равнинной части Татарстана, на левом берегу Камы. Граничит на западе с Алексеевским районом, на северо-западе — с Рыбно-Слободским, на северо-востоке — с Мамадышским, на востоке — с Нижнекамским, на юго-востоке — с Новошешминским и на юге — с Аксубаевским районами Татарстана. Общая площадь составляет 1823 км². Протяжение района с севера на юг — 50 км, с запада на восток — 58 км. В районе имеются запасы нефти, каменного угля и других полезных ископаемых. Климат умеренно-континентальный, средняя температура января −13 °C, июля +19,5 °C.

## Герб и флаг
За основу современной символики взяты исторические флаг и герб уездного города Чистополь Казанской губернии 1781 года. Совет Чистопольского района утвердил современный герб и флаг 24 января 2007 года. Основные цвета герба голубой и зелёный с узким серебряным поясом посередине. Поверх них изображена золотая, хлебная мера — четверик с изображением российского государственного орла. Герб отражает экономические, природные и исторические особенности района. Зелёная часть герба отражает название района, цвет олицетворяет весну, здоровье, природу и плодородие. Серебряным цветом отражены мелкие реки. Река Кама отображена лазоревым цветом, символизирующим возвышенные устремления, честь, славу, преданность, бессмертие. Прямоугольное полотнище флага разделено на три неравных горизонтальных полосы — голубую, белую и зелёную (в соотношении 9:2:9), в центре — также жёлтая хлебная мера-четверик.

## История

### Предыстория
В X веке при образовании Волжско-Камской Булгарии у западной границы современного Чистополя располагался город Джукетау. В XIII веке после монгольского нашествия он стал столицей самостоятельного княжества. Основными занятиями населения были гончарное ремесло и кузнечное дело. На другой стороне Камы располагались поселения новгородцев. Между соседями постоянно возникали конфликты, и в 1391 году новгородцы разграбили Джукетау. В 1431 году князь Фёдор Пёстрый нанёс окончательный удар по поселению, и всё население города постепенно ушло в Казань. Земли на берегу Камы остались пустовать вплоть до XVII века. Известно, что в 1646 году на территории современного Чистопольского района стояла деревня без официального названия. Позднее за ней закрепилось название «Саввин городок» по имени владельца земли и другое — Жукотино (так на русском языке называли Джакетау). Впоследствии в документах деревню называли только Жукотино.
В XVII веке образовалось село Чистое Поле — предшественник современного Чистополя. Одна из версий названия заключается в том, что поселение основали беглые крестьяне, но вскоре его сожгли. Возродившееся село получило название по пустоши. По указу Петра I территорию вокруг села начали активно застраивать. Туда переселили крестьян из внутренних губерний: так образовали сёла Булдырь, Сарсазы, Елантово, Толкиш и другие. В 1781 году Чистому Полю присвоили статус уездного города, тогда же появилось его современное название. Выбор Чистополя в качестве уездного города был обусловлен его географическим положением в хлебном Закамье: в начале XX века город стал крупным центром торговли зерном.
Чистопольский район как самостоятельный субъект был образован 10 августа 1930 года, в него вошли 19 волостей. В 1942-м Чистополь обрёл статус республиканского подчинения, а район стал местом эвакуации крупных московских заводов на время боёв за столицу, сюда также переселили союзных писателей. В числе эвакуированных заводов было популярное часовое предприятие «Восток», прославившее Чистополь на весь мир. 16 июля 1958 года к району присоединена большая часть упразднённого Кзыл-Армейского района ТАССР.

### Современность
Развитие района в 2000-х годах связывают с бывшим министром строительства республики Маратом Хуснуллиным, потому что половина крупных компаний города находились под его влиянием, а жена Хуснуллина владела крупным агропромышленным комплексом «Чистое поле». Банкротство большинства этих компаний наступило после приглашения Марата Хуснуллина в Москву.
С 2000 по 2010 годы Чистопольский район возглавлял Вячеслав Козлов, его сменил Ильдус Ахметзянов, а с октября 2015 года главой муниципального района является Дмитрий Алексеевич Иванов.

## Население

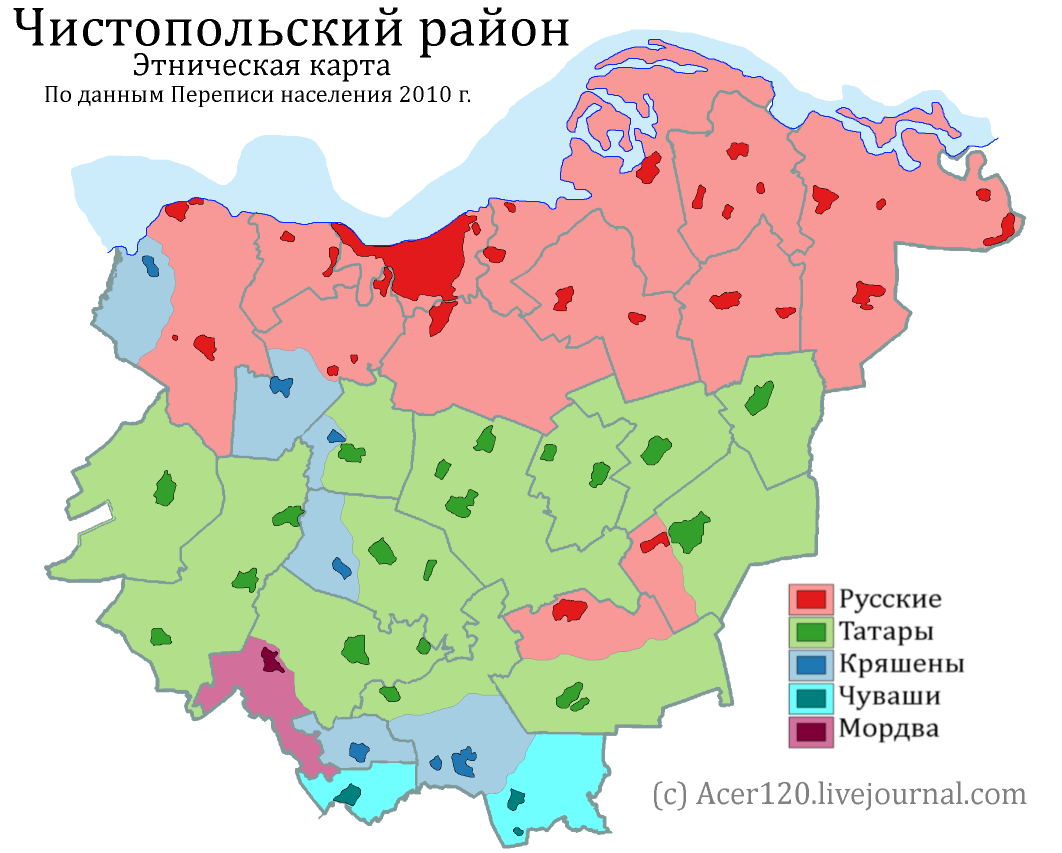
Этническая карта Чистопольского района

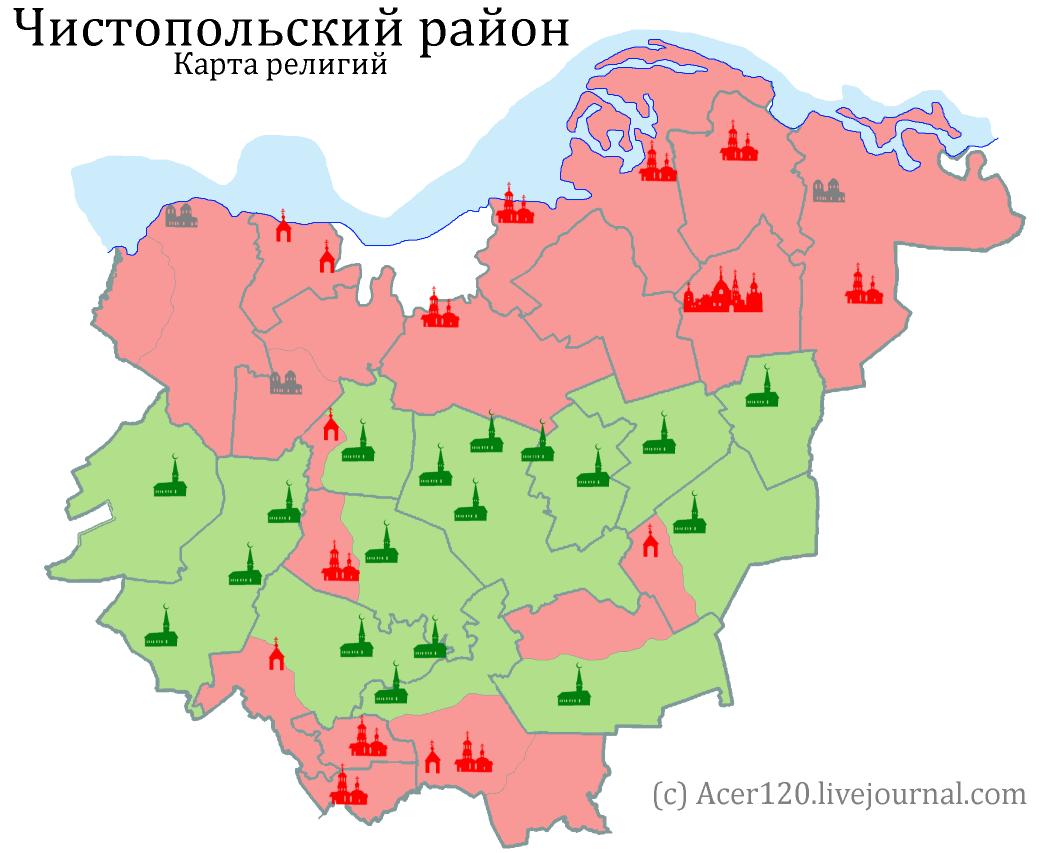
Религиозная карта Чистопольского района

На начало 2020 года в Чистопольском районе проживают 75 675 человек, в городских условиях (админцентр) — 77,82 % населения района. По национальному составу население (из числа указавших национальность по переписи 2020 года) разделяется следующим образом: 55,9 % русских, 40,2 % татар, 2 % чуваш и 1,9 % представителей других национальностей. Чистопольский район один из 10 районов республики, где русские составляют большинство.
| 2002    | 2003    | 2004    | 2005    | 2006    | 2007    | 2008    |
| ------- | ------- | ------- | ------- | ------- | ------- | ------- |
| 21 716  | ↗22 200 | ↘21 500 | ↘20 885 | ↘20 665 | ↘20 455 | ↗81 372 |
| 2009    | 2010    | 2011    | 2012    | 2013    | 2014    | 2015    |
| ↘20 261 | ↘19 406 | ↗80 120 | ↘79 901 | ↘79 732 | ↘79 517 | ↘79 204 |
| 2016    | 2017    | 2018    | 2019    | 2021    |         |         |
| ↘78 790 | ↘78 082 | ↘77 242 | ↘76 393 | ↘74 685 |         |         |

## Муниципально-территориальное устройство
В Чистопольском муниципальном районе 1 городское и 23 сельских поселений и 61 населённый пункт в их составе. Главный административный центр — город Чистополь.
| №        | Муниципальное образование                   | Административный центр     | Количество населённых пунктов | Население | Площадь, км² |
| -------- | ------------------------------------------- | -------------------------- | ----------------------------- | --------- | ------------ |
| 1e-06    | Городское поселение                         |                            |                               |           |              |
| 1        | город Чистополь                             | город Чистополь            | 1                             | ↘58 822   |              |
| 1.000002 | Сельские поселения                          |                            |                               |           |              |
| 2        | Адельшинское сельское поселение             | село Татарское Адельшино   | 3                             | ↘759      |              |
| 3        | Большетолкишское сельское поселение         | село Большой Толкиш        | 5                             | ↘566      |              |
| 4        | Булдырское сельское поселение               | посёлок Юлдуз              | 4                             | ↘1399     |              |
| 5        | Верхнекондратинское сельское поселение      | деревня Верхняя Кондрата   | 1                             | ↘306      |              |
| 6        | Данауровское сельское поселение             | деревня Данауровка         | 2                             | ↘599      |              |
| 7        | Исляйкинское сельское поселение             | село Исляйкино             | 1                             | ↘171      |              |
| 8        | Каргалинское сельское поселение             | село Каргали               | 2                             | ↘1750     |              |
| 9        | Кубасское сельское поселение                | село Кубассы               | 5                             | ↘732      |              |
| 10       | Кутлушкинское сельское поселение            | село Кутлушкино            | 1                             | ↘539      |              |
| 11       | Малотолкишское сельское поселение           | село Малый Толкиш          | 2                             | ↘262      |              |
| 12       | Муслюмкинское сельское поселение            | село Муслюмкино            | 3                             | ↘715      |              |
| 13       | Нарат-Елгинское сельское поселение          | село Нарат-Елга            | 2                             | ↘214      |              |
| 14       | Нижнекондратинское сельское поселение       | деревня Нижняя Кондрата    | 1                             | ↘345      |              |
| 15       | Совхозно-Галактионовское сельское поселение | село Александровка         | 2                             | ↘680      |              |
| 16       | Староромашкинское сельское поселение        | село Старое Ромашкино      | 1                             | ↘489      |              |
| 17       | Татарско-Баганинское сельское поселение     | село Татарская Багана      | 3                             | ↘589      |              |
| 18       | Татарско-Елтанское сельское поселение       | село Татарский Елтан       | 3                             | ↘585      |              |
| 19       | Татарско-Сарсазское сельское поселение      | деревня Татарский Сарсаз   | 2                             | ↘590      |              |
| 20       | Татарско-Толкишское сельское поселение      | село Татарский Толкиш      | 3                             | ↘905      |              |
| 21       | Четырчинское сельское поселение             | село Четырчи               | 4                             | ↘277      |              |
| 22       | Чистопольско-Высельское сельское поселение  | село Чистопольские Выселки | 1                             | ↘2495     |              |
| 23       | Чистопольское сельское поселение            | посёлок Луч                | 4                             | ↘1447     |              |
| 24       | Чувашско-Елтанское сельское поселение       | село Чувашский Елтан       | 5                             | ↘650      |              |

| №  | Населённый пункт      | Тип     | Население | Муниципальное образование                   |
| -- | --------------------- | ------- | --------- | ------------------------------------------- |
| 1  | Агрокультура          | посёлок |           | Чистопольское сельское поселение            |
| 2  | Акбулатово            | село    |           | Чувашско-Елтанское сельское поселение       |
| 3  | Александровка         | село    |           | Совхозно-Галактионовское сельское поселение |
| 4  | Байтеряково           | деревня |           | Кубасское сельское поселение                |
| 5  | Бахта                 | село    |           | Муслюмкинское сельское поселение            |
| 6  | Белая Гора            | село    |           | Чистопольское сельское поселение            |
| 7  | Берёзовка             | деревня |           | Кубасское сельское поселение                |
| 8  | Большой Толкиш        | село    |           | Большетолкишское сельское поселение         |
| 9  | Булдырь               | село    |           | Булдырское сельское поселение               |
| 10 | Бурнашево             | село    |           | Четырчинское сельское поселение             |
| 11 | Верхняя Кондрата      | деревня | ↘308      | Верхнекондратинское сельское поселение      |
| 12 | Галактионово          | село    |           | Данауровское сельское поселение             |
| 13 | Данауровка            | деревня |           | Данауровское сельское поселение             |
| 14 | Ерыклинский           | посёлок | →7        | город Чистополь                             |
| 15 | Змеево                | село    |           | Булдырское сельское поселение               |
| 16 | Изгары                | село    |           | Татарско-Елтанское сельское поселение       |
| 17 | Исляйкино             | село    | ↘176      | Исляйкинское сельское поселение             |
| 18 | Ишалькино             | село    |           | Чувашско-Елтанское сельское поселение       |
| 19 | Карасье Озеро         | деревня |           | Чувашско-Елтанское сельское поселение       |
| 20 | Каратаевка            | деревня |           | Большетолкишское сельское поселение         |
| 21 | Каргали               | село    |           | Каргалинское сельское поселение             |
| 22 | Кзыл-Болгар           | село    |           | Татарско-Толкишское сельское поселение      |
| 23 | Кзыл-Ялан             | деревня |           | Татарско-Толкишское сельское поселение      |
| 24 | Красный Яр            | село    |           | Большетолкишское сельское поселение         |
| 25 | Крещёный Елтан        | деревня |           | Чувашско-Елтанское сельское поселение       |
| 26 | Кубассы               | село    |           | Кубасское сельское поселение                |
| 27 | Кутлушкино            | село    | ↘555      | Кутлушкинское сельское поселение            |
| 28 | Луч                   | посёлок |           | Чистопольское сельское поселение            |
| 29 | Малая Полянка         | деревня |           | Четырчинское сельское поселение             |
| 30 | Малый Толкиш          | село    |           | Малотолкишское сельское поселение           |
| 31 | Михайловка            | деревня |           | Каргалинское сельское поселение             |
| 32 | Мордовская Багана     | село    |           | Татарско-Баганинское сельское поселение     |
| 33 | Муслюмкино            | село    |           | Муслюмкинское сельское поселение            |
| 34 | Нарат-Елга            | село    |           | Нарат-Елгинское сельское поселение          |
| 35 | Нижняя Кондрата       | деревня | ↘362      | Нижнекондратинское сельское поселение       |
| 36 | Николаевка            | посёлок |           | Чистопольское сельское поселение            |
| 37 | Подколок              | деревня |           | Четырчинское сельское поселение             |
| 38 | Русские Сарсазы       | село    |           | Большетолкишское сельское поселение         |
| 39 | Русский Елтан         | деревня |           | Татарско-Елтанское сельское поселение       |
| 40 | Служилая Шентала      | село    |           | Адельшинское сельское поселение             |
| 41 | Сосновый Ключ         | деревня |           | Нарат-Елгинское сельское поселение          |
| 42 | Средний Толкиш        | деревня |           | Малотолкишское сельское поселение           |
| 43 | Старое Иванаево       | село    |           | Кубасское сельское поселение                |
| 44 | Старое Ромашкино      | село    | ↘503      | Староромашкинское сельское поселение        |
| 45 | Суворовка             | посёлок |           | Большетолкишское сельское поселение         |
| 46 | Татарская Багана      | село    |           | Татарско-Баганинское сельское поселение     |
| 47 | Татарский Елтан       | село    |           | Татарско-Елтанское сельское поселение       |
| 48 | Татарский Сарсаз      | деревня |           | Татарско-Сарсазское сельское поселение      |
| 49 | Татарский Толкиш      | село    |           | Татарско-Толкишское сельское поселение      |
| 50 | Татарское Адельшино   | село    |           | Адельшинское сельское поселение             |
| 51 | Уракчи                | деревня |           | Татарско-Сарсазское сельское поселение      |
| 52 | Утяково               | деревня |           | Кубасское сельское поселение                |
| 53 | Фиков Колок           | деревня |           | Совхозно-Галактионовское сельское поселение |
| 54 | Четыре Двора          | село    |           | Адельшинское сельское поселение             |
| 55 | Четырчи               | село    |           | Четырчинское сельское поселение             |
| 56 | Чистополь             | город   | ↘58 815   | город Чистополь                             |
| 57 | Чистопольские Выселки | село    | ↘2544     | Чистопольско-Высельское сельское поселение  |
| 58 | Чувашский Елтан       | село    |           | Чувашско-Елтанское сельское поселение       |
| 59 | Чулпан                | деревня |           | Татарско-Баганинское сельское поселение     |
| 60 | Юлдуз                 | посёлок |           | Булдырское сельское поселение               |
| 61 | Янга-Урал             | деревня |           | Муслюмкинское сельское поселение            |

## Экономика

### Промышленность
Чистополь является моногородом. Основным градообразующим предприятием считается часовой завод «Восток», оставшийся после военной эвакуации в середине XX века. В военное время завод выполнял оборонные заказы, а после окончания войны перешёл на мирную продукцию, которую регулярно поставляют на внешний рынок. В 2010-м завод объявил о банкротстве, но учредители за три года эффективно реорганизовали компанию. В настоящий момент на предприятии трудятся около 450 человек. В 2016-м выручка составила 756 млн рублей.
Другим крупным региональным предприятием является производитель приборов учёта энергоресурсов — компания «Бетар». По данным 2016 года, их выручка составила 2,2 млрд рублей. Численность сотрудников на предприятии — около 600 человек, то есть 1 % от населения Чистополя.

### Сельское хозяйство
В районе возделываются яровая и озимая пшеница, озимая рожь, ячмень, овёс, горох. Основные отрасли животноводства — мясо-молочное скотоводство, свиноводство, птицеводство, овцеводство и звероводство. В 2020 году холдинг «Ак барс» выкупил чистопольскую яичную фабрику, чтобы переоборудовать её на мясное производство. Заявленная мощность — 14 корпусов. Пока «Птицеводческий комплекс Ак Барс» выращивает цыплят европейского кросса, после чего они отправляются на второй этап в Пестрецы.
На территории Чистопольского района расположены пашни компаний «Красный Восток Арго», «Хузангаевское», «Волга-Селект». В 2020 году агрофирма «Чистопольская» собрала 39,1 тыс. тонн зерна, что принесло району 13 место в рейтинге районов Республики Татарстан по урожайности. А в 2020-м Чистопольский филиал компании «Зеленодольский молочноперерабатывающий комбинат» вошёл в рейтинг «100 крупнейших молочных компаний России». Также район оказался во всероссийском рейтинге крупнейших переработчиков молока, обработав 57 512 тонн продукции за 2019 год.
Министерство сельского хозяйства и продовольствия республики предоставляет гранты малому и среднему предпринимательству сельскохозяйственного сектора, например, на овощеводство или выращивание кормовых культур.

### Инвестиционный потенциал
В 2011 году в районе на территории 292 га начали создавать индустриальный парк «Чистополь». На проект было выделено 592 млн из федерального бюджета и 41,5 млн — из регионального. Резидентов парка освободили от земельного налога и аренды на землю на период строительства и выхода на проектную мощность (до 7 лет), снизили налог на имущество до 0,1 % (вместо 2,2 %), также снизили налог на прибыль до 13,5 % (от 20 %).
Первым резидентом парка стала компания по производству медицинского оборудования «Дельрус» в 2013 году. На первом этапе строительство в проект вложили около 60 млн рублей. Общий объём инвестиций с учётом открытия второй очереди составляет около 700 млн рублей. В 2018-м китайское мясоперерабатывающее предприятие «Цзин Фэн» заявило о международном партнёрстве с парком «Чистополь». Компания намеревалась открыть на 6 га своё производство, вложив 80 млн рублей.
В декабре 2017-го премьер-министр России Дмитрий Медведев подписал постановления о создании в Чистополе ТОСЭР. Инвестиционные проекты этой программы реализуются с 2018 года. За два года с помощью резидентов было создано более 500 рабочих мест. На первый квартал 2020-го у ТОСЭР 16 резидентов, годовой объём привлечённых инвестиций составил 650 млн.

### Транспорт

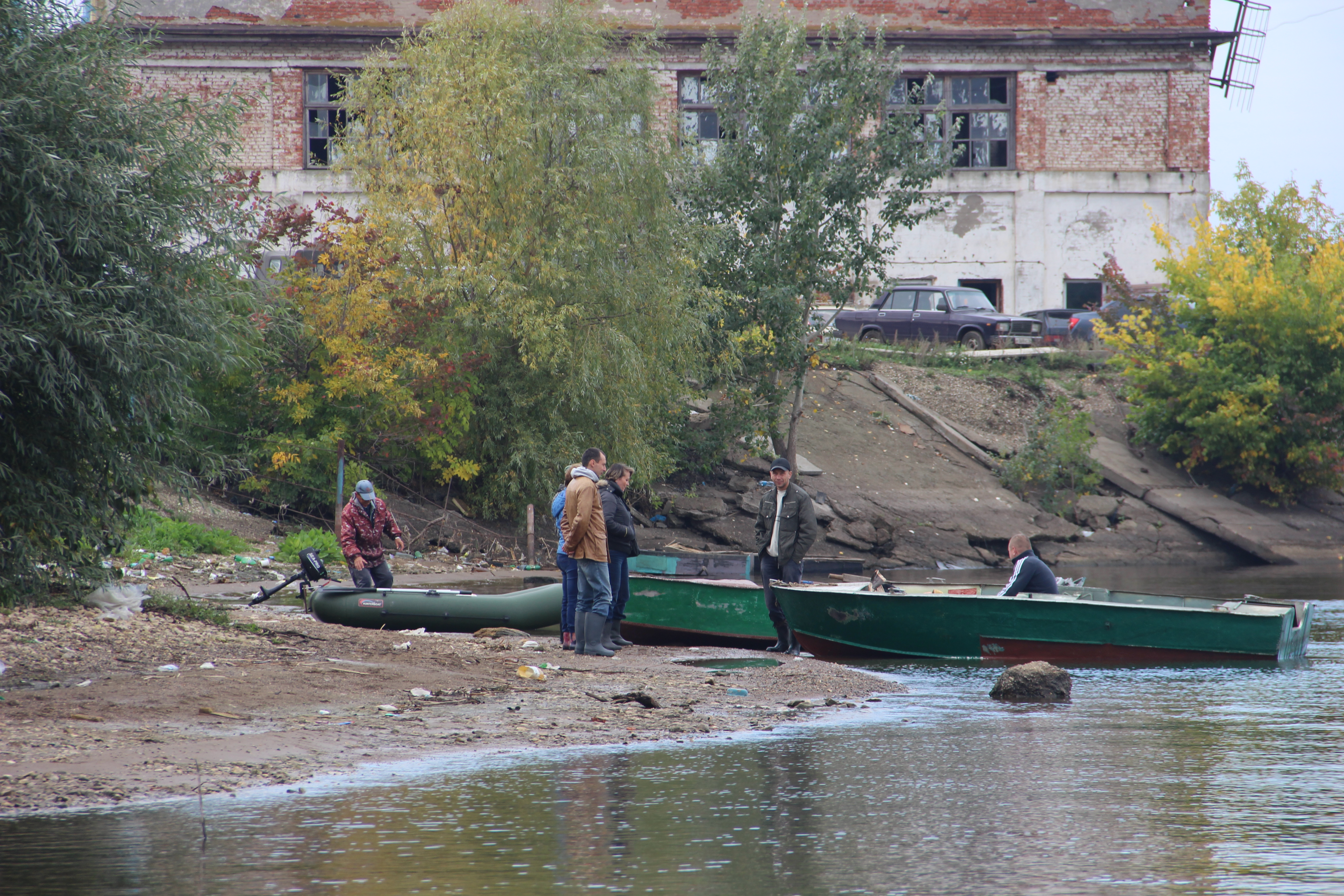
Вид на здание Речного порта на Каме

По состоянию на начало 2020 года, протяжённость автомобильных дорог регионального и межмуниципального значения Чистопольского района составляет 171,5 км. По территории района проходит участок автомобильной дороги федерального значения Р-239 «Казань — Оренбург» и строящийся участок скоростной автомагистрали «Европа — Западный Китай». Железных дорог на территории района нет. Ближайшая ж/д-станция от Чистополя находится в 125 км (Нурлат). Расстояние от районного центра до международного аэропорта «Казань» составляет 115 км. На территории города есть речной порт с пассажирским и грузовым причалами на Каме и Шешме, в летнее время пассажирские маршруты пролегают до Красного Яра и Соколок.
Аэропорт «Чистополь» — в 7 км к юго-западу от города, ранее обслуживал местные авиалинии. В настоящее время эксплуатируется местным аэроклубом.

## Экология

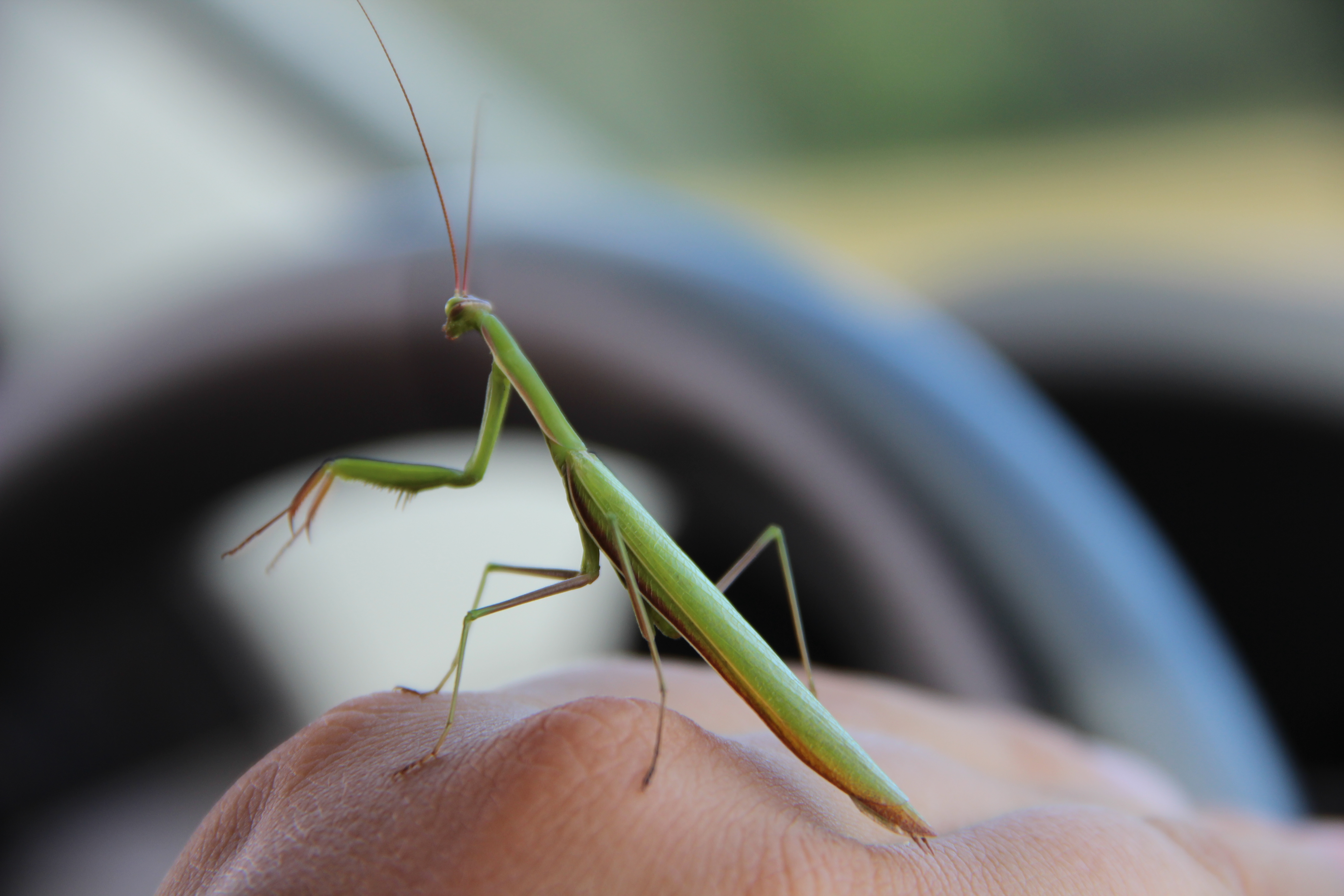
Местный богомол

В 2015 году два крупных предприятия перевели свой автотранспорт (более 1100 единиц) на газ, что позволило уменьшить количество выбросов на 5 тонн в год. «Чистопольское предприятие тепловых сетей» отремонтировало котлы, что также снизило загрязнение воздуха на 16 тонн в год.
По территории Чистополя протекают четыре притока Камы: на восточной границе города Ерыкла (протяжённостью 7 км), через жилые территории посёлка Водников течёт Ржавец (5,5 км), через центральную часть города проходит Берняжка (5 км), на западной окраине города — Килевка (7 км). В районе регулярно проходят волонтёрские мероприятия по очистке прибрежных территорий от мусора. В 2019 году причиной изменения цвета воды в реке Килёва (недалеко от посёлка Крутая Гора) стала местная компания «Чистополь-Водоканал», её обязали устранить слив загрязняющих веществ.

## Социальная сфера

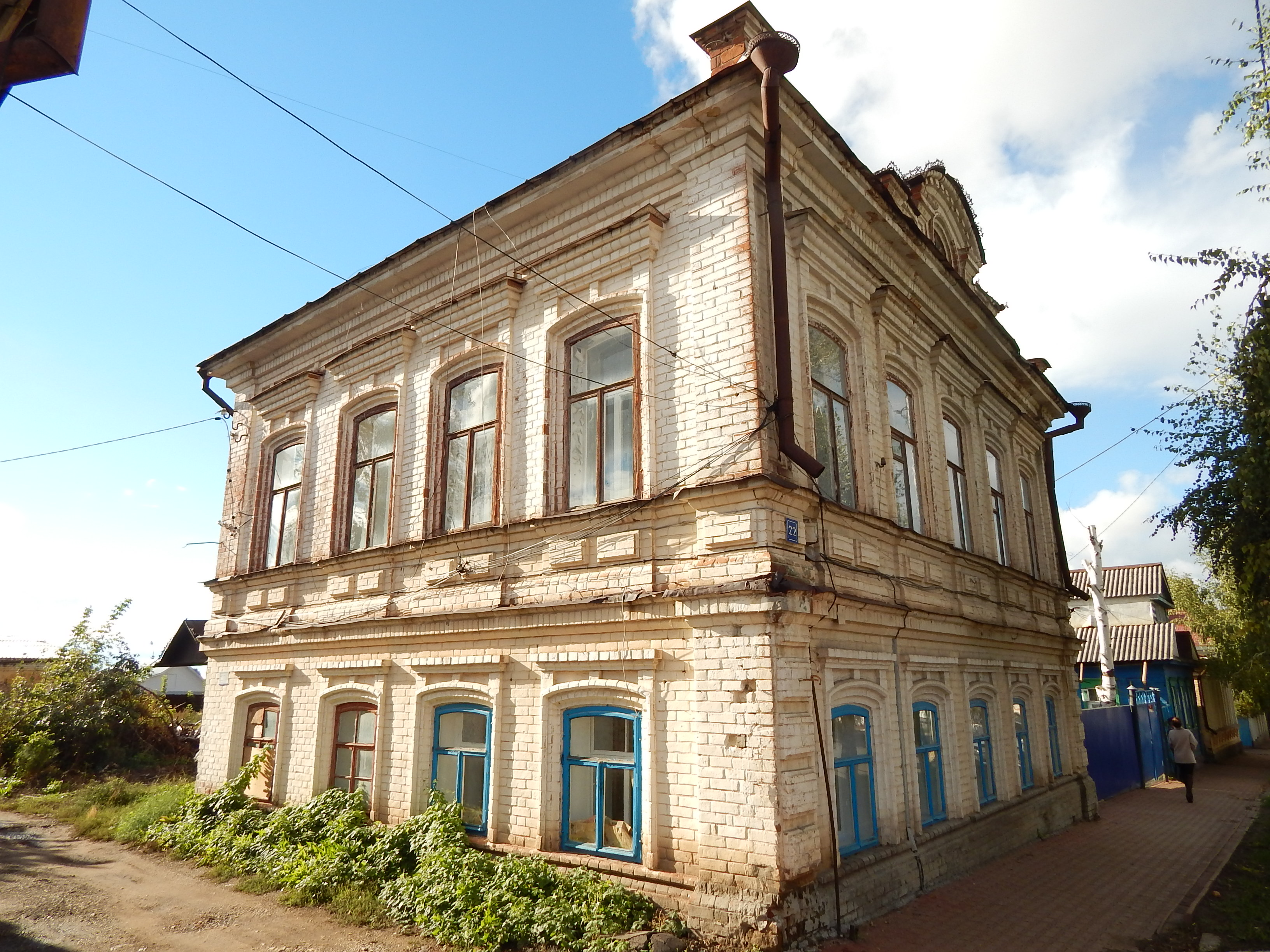
Дом писателя Л. Леонова и поэта И. Сельвинского

В Чистопольском районе работают пять средне-специальных учебных учреждений: Чистопольское медицинское училище, Чистопольское педагогическое училище, Профессиональное училище № 5, Профессиональный лицей № 102, Чистопольский сельскохозяйственный техникум и Восточный факультет КГТУ имени Туполева.
В районе открыты 43 дома культуры, 40 библиотек и три музея. На месте бывшей квартиры Бориса Пастернака, который жил в городе во время Великой Отечественной войны, с 1980 года открыт одноимённый музей с подлинным рабочим столом писателя и некоторыми личные вещи. Именно в Чистополе писатель начал свою работу над романом «Доктор Живаго». Пастернак не раз признавался в любви к городу, известен отрывок из его письма: «Мил моему сердцу Чистополь, и зимы в нём, и жители, и дома, как я его увидел зимой 1941 года, когда приехал к эвакуированной в него семье. Встреча с незнакомыми на улице, общий вид города, деревянная резьба на окнах и воротах. Всё это нравилось, меня духовно питало».
С 2013 года в Чистопольском районе идёт работа по сохранению культурного наследия и исторических памятников. Особенно внимание сосредоточено на центре Чистополя. К 2019 году в городе выявлено 56 объектов: половина из них внесена в федеральный реестр, по остальным ведётся историко-культурная экспертиза.
Регион активно развивает туристическое направление. Административный центр входит в маршрут программы «1000 и одно удовольствие за выходные», разработанной в рамках совместного проекта по обмену туристами Татарстана и Самарской области (доходы от этого проекта остаются в местном бюджете).
В 2019 году стало известно, что Чистополь получит 3,2 млрд рублей на масштабные ремонтно-реставрационные работы в рамках программы Минкульта России по восстановлению малых исторических городов, которая будет идти до 2025 года. Изыскательные работы должны были пройти в 2020-м, но работе помешала пандемия. Проект подразумевает создание туристического комплекса и привлечение посетителей города более, чем в 10 раз. Татарстан обязан софинансировать проект. Главная статья расходов — строительство пассажирской пристани для теплоходов.
| - Церковь в деревня Бахта - Мечеть в Чистополе - Церковь в Русских Сарсазах - Здание чистопольского духовного училища |

## Известные люди
В Чистопольском районе родились:
- Григорий Александрович Абызов — Герой Советского Союза, родился в селе Еланово Чистопольского уезда[63].
- Агзам Зиганшевич Валеев — лётчик, Герой Советского Союза, родился в селе Каргали Чистопольского уезда[64].
- Габбас Гиниятуллович Гиниятуллин — Герой Советского Союза, родился в деревне Кзыл-Ялан Чистопольского района[65].
- Сергей Евдокимович Кузьмин — советский военный деятель, Генерал-майор артиллерии, Герой Советского Союза. Родился в селе Кубассы Чистопольского уезда[66].
- Вера Егоровна Минкина — советская и российская театральная актриса, актриса казанского Татарского академического театра имени Камала, народная артистка РСФСР, родилась в деревне Бахта Чистопольского уезда[67].
- Павел Андреевич Миронов — Герой Советского Союза, родился в селе Русские Сарсазы Чистопольского района[68].
- Александр Михайлович Бутлеров — русский химик, создатель теории химического строения, глава крупнейшей казанской школы русских химиков-органиков, общественный деятель. Родился в городе Чистополе[69].